# Ascocentrum ampullaceum
Ascocentrum ampullaceum es una especie de orquídea.

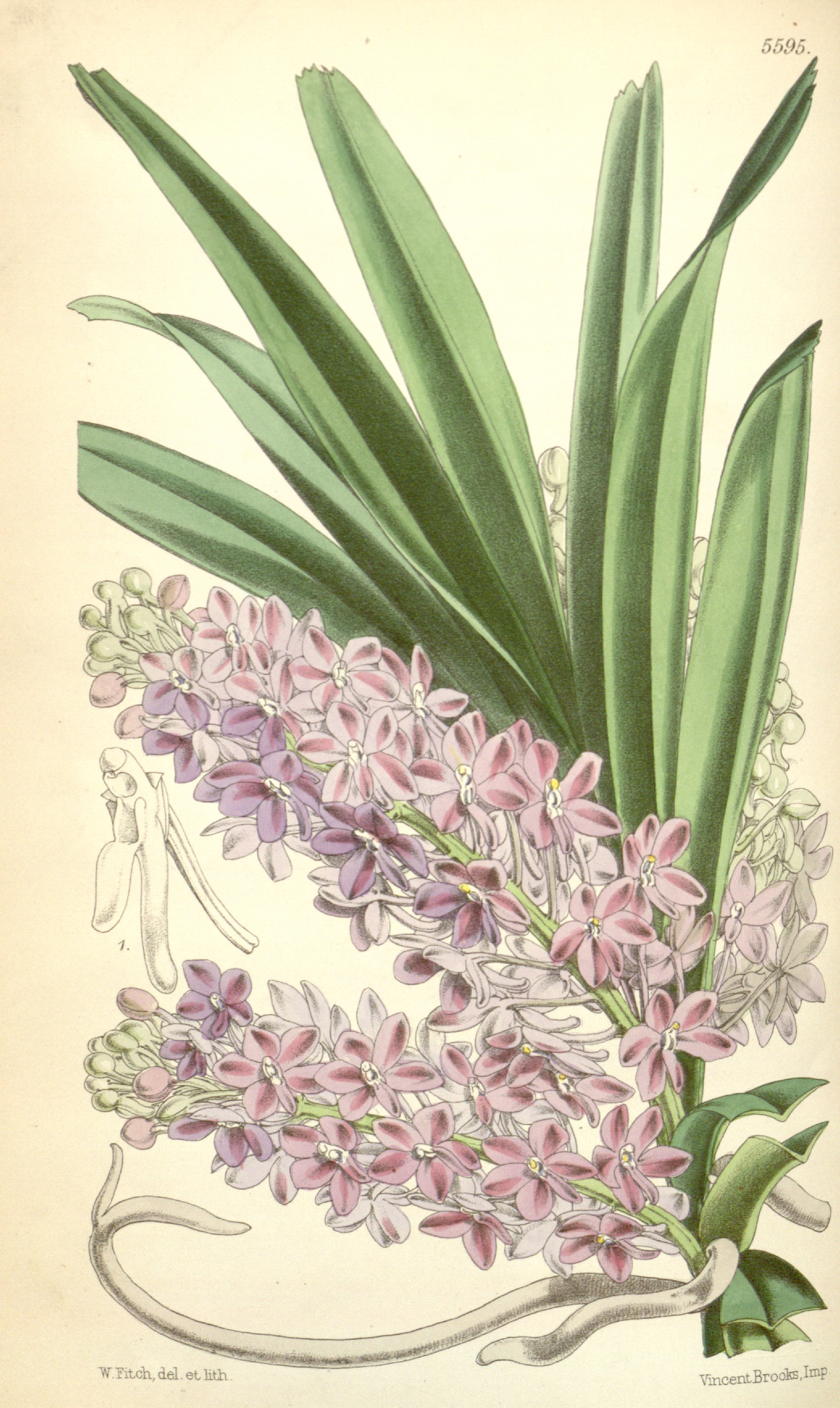
Ilustración

## Descripción
Es una planta grande, con tallos cortos y sencillos, con varias hojas suberectas, dísticas, liguladas, bífidas aguda o truncada y ápice dentado que se desploma en la parte inferior y acanalados en la parte superior. Florece desde la primavera hasta el verano en una inflorescencia axilar de 8 a 20 cm de largo, más corta que las hojas, la inflorescencia compacta tiene muchas flores pequeñas.

## Distribución y hábitat
Se encuentra en el centro de China, Himalaya occidental, India (Assam), Bangladés, Himalaya, Nepal, Bután, Sikkim, Islas Andaman, Birmania, Tailandia, Laos y Vietnam en elevaciones de 300 a 1500 metros en los bosques subtropicales cercanos a los ríos a menudo en los árboles de hoja caduca. Prefiere las bajas temperaturas y alta humedad, así como la luz brillante. Le gusta el cultivo en cesta de madera o tablilla y necesita un ligero secado y enfriamiento en el invierno.

## Taxonomía
Ascocentrum ampullaceum fue descrita por (Roxb.) Schltr. y publicado en Repertorium Specierum Novarum Regni Vegetabilis, Beihefte 1(13): 975. 1913.
Etimología
Ascocentrum: nombre genérico que proviene de la unión de dos palabras griegas: ασκός (askos), que significa "piel", y κέντρον , que significa "estimular" o "picar", en referencia a la forma de su labio.
ampullaceum: epíteto latino que significa "con forma de botella".
Sinonimia
- Aerides ampullacea Roxb. (1832) (Basionym)
- Saccolabium ampullaceum (Roxb.) Lindl. ex Wall. (1832)
- Oeceoclades ampullacea (Roxb.) Lindl. ex Voigt (1845)
- Gastrochilus ampullaceus (Roxb.) Kuntze (1891)
- Ascocentrum ampullaceum var. aurantiacum Pradhan (1979)[4][5]